# 의령 미타산성
의령 미타산성(宜寧 彌陀山城)은 대한민국 경상남도 의령군 부림면에 있는 산성이다. 2001년 2월 22일 경상남도의 기념물 제231호로 지정되었다.

## 현지 안내문
미타산성은 미타산(표고 662m) 정상부를 성내로 삼고 그 주변 9부 능선상에 체성을 배치한 테뫼식 석축석으로 성내에서 북쪽으로 초계분지가 내려 보이고 남동쪽에는 신반, 동쪽으로는 멀리 창녕, 서쪽으로는 천황산(표고 656m)과 국사봉(표고 688m), 남쪽으로 봉산(표고 563m)으로 둘러싸여 있다. 성은 지세에 맞추어 축조하였으므로 평면이 곡선적이다. 성내는 북쪽과 서쪽은 급경사지이며 동쪽과 남쪽은 비교적 평탄하다. 성바깥 역시 남쪽과 동쪽은 평탄하나 북쪽과 서쪽은 급경사를 이루고 있다. 성내에는 봉수대와 사지가 있으며 사지에는 현재 건물은 없고 초석과 샘물터만이 남아 있다. 그 외에 남동쪽 암문앞과 성내에 민가가 있다.
성내 곳곳에서 수습되는 기와편과 토기, 자기편을 참조한다면 상당 기간 동안 사용된 성이라는 것을 짐작할 수 있다. 현재 성내에는 정상부 넓은 평탄부 곳곳에서 기와편이 수습되고 있으며, 정북방향에 건물터가 있다. 조선시대 관방사 연구에 귀중한 유적이다.

## 참고 자료
- 의령 미타산성 - 국가유산청 국가유산포털